# Gong Hyo-suk
Pour les articles homonymes, voir Gong.
Dans ce nom coréen, le nom de famille, Gong, précède le nom personnel.
Gong Hyo-suk, né le 1er janvier 1986, est un coureur cycliste sud-coréen.

## Biographie
Lors de la saison 2010, il se distingue en terminant deuxième du Tour de Langkawi, derrière José Rujano. Il remporte également deux étapes du Tour de Corée.
Il a été le mari de l'escrimeuseNam Hyun-hee.. Le couple a divorcé en 2023.

## Palmarès et résultats

### Palmarès par année
- 2009
  - 2e du Tour du Japon
- 2010
  - 6e et 9e étapes du Tour de Corée
  - 2e du Tour de Langkawi
- 2012
  - 2e du championnat de Corée du Sud sur route
- 2016
  -  Champion de Corée du Sud sur route
  - 3e du Tour de Corée
- 2019
  - 2e du championnat de Corée du Sud sur route

### Classements mondiaux
| Année         | 2007 | 2008 | 2009 | 2010 | 2011 | 2012 | 2013 | 2014 | 2015 | 2016 | 2017 |
| ------------- | ---- | ---- | ---- | ---- | ---- | ---- | ---- | ---- | ---- | ---- | ---- |
| UCI Asia Tour | 139e | 93e  | 41e  | 21e  | 125e | 96e  |      |      |      | 41e  | 303e |